# Megan Sweeney

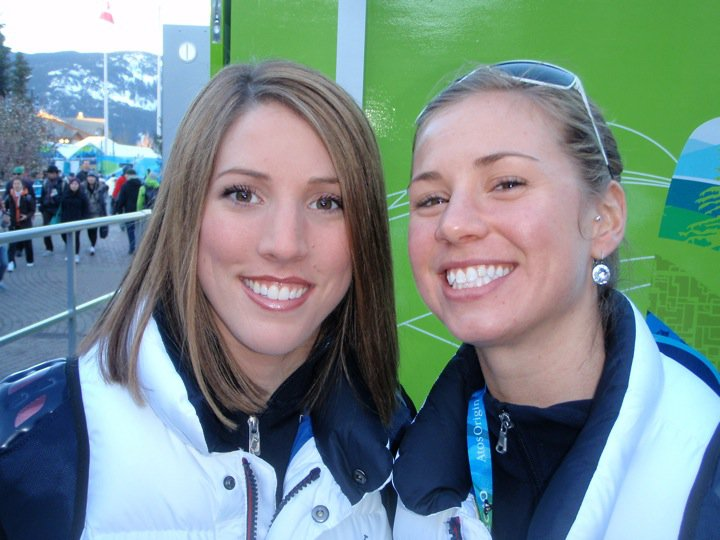
Erin Hamlin und Megan Sweeney (rechts, 2010)

Megan Sweeney (* 17. Februar 1987 in Portland, Maine) ist eine ehemalige US-amerikanische Rennrodlerin.
Megan Sweeney gewann 2005 die Bronzemedaille bei den US-Juniorenmeisterschaften, 2006 und 2007 gewann sie den Titel. Mit dem Team gewann sie bei den Juniorenweltmeisterschaften 2007 die Silbermedaille. Ihr Weltcupdebüt feierte sie im letzten Rennen der Saison 2006/07 in Sigulda, wo sie Elfte wurde. Zu Beginn der folgenden Saison belegte sie als Siebte in Lake Placid ihr erstes Ergebnis unter den Top 10 im Weltcup, ein zweites Mal erreichte sie in diesem Winter in Königssee die Top 10. In der Gesamtwertung der Saison belegte Sweeney Platz 18, bei den Rennrodel-Weltmeisterschaften 2008 in Oberhof wurde sie 16. Nachdem sie in der Saison 2008/09 nicht im Weltcup antrat, kehrte sie in der darauf folgenden Saison wieder zurück und schloss diese mit dem achten Platz in Cesana Torinese – ihrem dritten Top-10-Ergebnis im Weltcup – ab. Im Gesamtweltcup wurde sie 14. Sie qualifizierte sich auch für die Olympischen Winterspiele 2010 in Vancouver, wo sie 22. wurde. Im August 2010 gab Sweeney ihren Rücktritt bekannt.